# Шакена Ніязбекова
Шаке́на Ніязбе́кова (каз. Шәкен Ниязбеков ауылы) — село у складі Жамбильського району Жамбильської області Казахстану. Входить до складу Жамбильського сільського округу.
Населення — 1478 осіб (2021; 1371 у 2009, 1530 у 1999, 1537 у 1989).
До 2021 року село називалось Бесжілдик.